# 技術生命週期
技術生命週期（英語：Technology life cycle）描述產品通過研究和開發階段的費用獲得的商業收益，以及在其「生命週期」期間的財務回報。如鋼鐵、造紙或水泥製造等技術，具有較長的生命週期。反之如電子產品或藥品，其生命週期可能很短。